# Fundación Artesanías de Chile
La Fundación Artesanías de Chile es una fundación chilena, dependiente del Estado, que busca entregar oportunidades de desarrollo a la artesanía nacional. Desde el 31 de diciembre de 2022 forma parte del Ministerio de las Culturas, las Artes y el Patrimonio.

## Historia
La organización posee como antecedente la Fundación Tiempos Nuevos, creada en 1994 por la primera dama de ese entonces, Marta Larraechea, y que poseía un Programa de Artesanías —financiado con fondos del Banco Interamericano de Desarrollo— que se encargaba básicamente de su comercialización. Debido a la solicitud de artesanos de tener una organización que se preocupara exclusivamente de su labor, la Fundación Artesanías de Chile fue creada bajo la gestión de la primera dama, Luisa Durán, el 12 de julio de 2002 y teniendo como objetivos principales el promover, estimular y desarrollar las artesanías chilenas, así como también establecer y desarrollar centros de producción, exhibición y venta de objetos artesanales.
Hacia 2014 la fundación beneficiaba a alrededor de 1980 artesanos del país, de los cuales el 89% correspondía a mujeres y el 90% provenía de sectores rurales. Junto con las actividades de fomento, la fundación desarrolla exposiciones culturales para exhibir diferentes productos de artesanos chilenos.

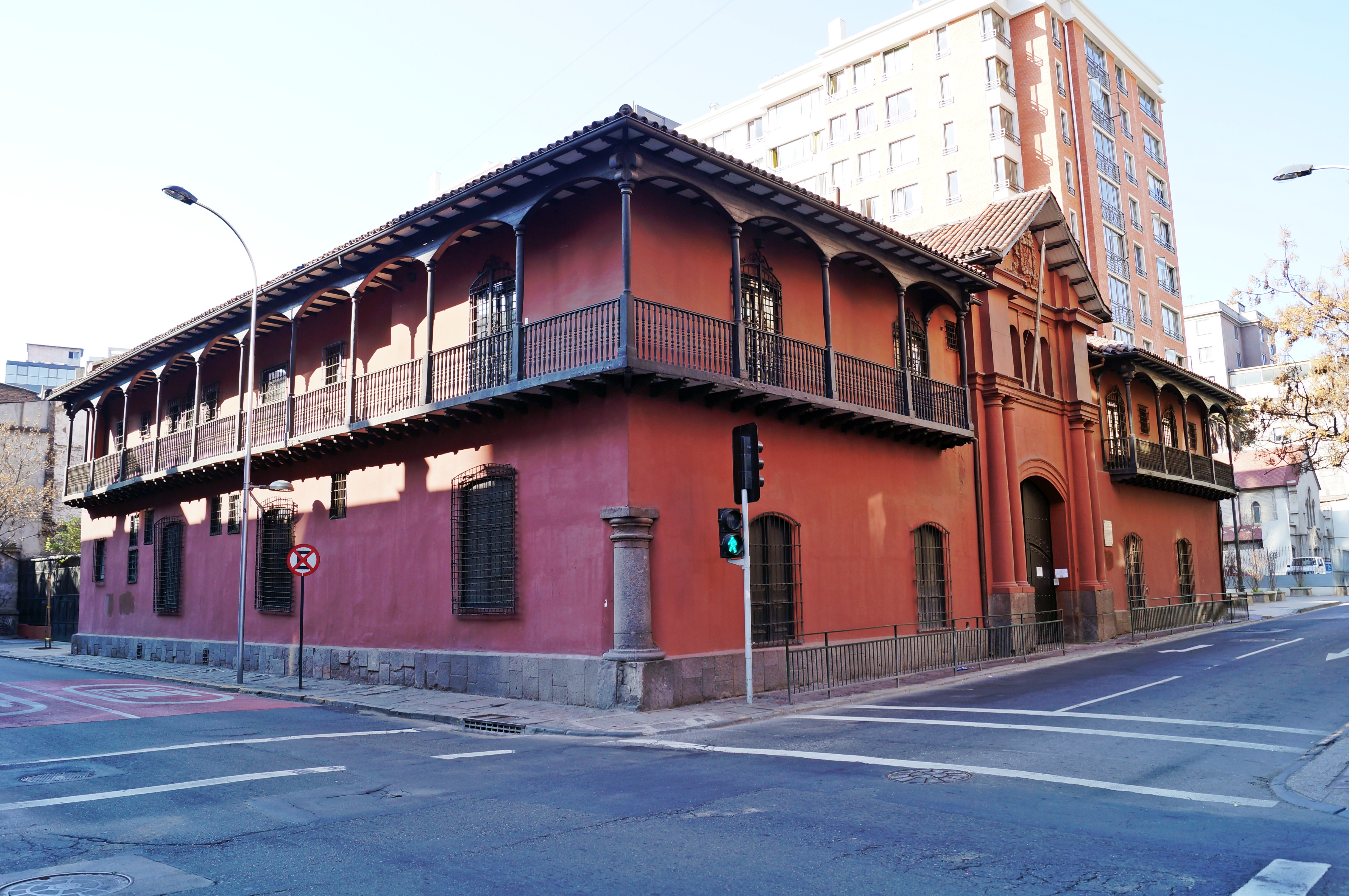
Casa de Velasco, sede de la fundación desde 2014.

En 2014 la Fundación Artesanías de Chile trasladó su sede a la Casa de Velasco, una construcción patrimonial ubicada en el centro de Santiago, junto a las fundaciones Chilenter y la Fundación de la Familia; desde marzo de 2019 la casa es ocupada en su totalidad por Artesanías de Chile.
La fundación posee tiendas físicas para comercializar los productos que adquiere directamente a los artesanos, y desde 2020 posee una tienda en Internet. En 2015 ingresó formalmente al sistema de garantía de la Organización Mundial del Comercio Justo, el cual acredita relaciones comerciales transparentes con los artesanos productores. En 2021 la fundación realizó la feria denominada «La Casa Artesana», en la cual presentó distintos productos elaboradas por artesanos de todo el país, los cuales exhibieron y vendieron sus creaciones en la Casa de Velasco.
En marzo de 2022 abrió sus puertas la «Casa Museo Artesanías de Chile», a cargo de la fundación y ubicada en la Casa de Velasco, destinada a difundir la colección patrimonial de la organización y presentar las obras de artesanos nacionales; el mismo mes la primera dama de Chile, Irina Karamanos, nombró a Leslye Palacios como nueva directora ejecutiva de la fundación. El 31 de diciembre de 2022 la fundación pasa a depender del Ministerio de las Culturas, las Artes y el Patrimonio.